# Franco Brezzi
Pour les articles homonymes, voir Brezzi.
Franco Brezzi (né le 29 avril 1945 à Vimercate) est un mathématicien italien.

## Formation
Il a reçu en 1967 son doctorat sous la direction d'Enrico Magenes de l'Université de Pavie. Il a été professeur ordinarius d'analyse mathématique à l'École polytechnique de Turin , de 1976 à 1977, puis de 1977 à 2006 à l'Università degli Studi di Pavia. Il était professeur d'analyse numérique à l'Istituto Universitario di Studi Superiori (SIU) à Pavie, à partir de 2006 jusqu'à sa retraite en tant que professeur émérite en 2015.

## Travaux
Ses recherches portent, entre autres sujets, sur la théorie et les applications de la méthode des éléments finis dans les méthodes structurelles, la mécanique des fluides, et l'électrodynamique. Le résultat le plus connu de Brezzi est la dérivation indépendante en 1974, de la condition Ladyschenskaja-Babuška-Brezzi (LBB), souvent appelée la condition "inf-sup". La condition LBB est une condition suffisante pour la stabilité numérique de problèmes des éléments finis mixtes avec une structure de points de selle (de), tels que la discrétisation des équations incompressibles de Navier-Stokes ou le traitement de la loi de Darcy sous forme différentielle.
Avec Arnold, Cockburn et Marini il a étudié et développé des méthodes GD pour les systèmes elliptiques.
Parmi ses étudiants de thèse de doctorat figurent Annalisa Buffa et Alfio Quarteroni. Brezzi a servi comme directeur de la rédaction pour la revue Mathematical Models & Methods in Applied Sciences, comme rédacteur en chef de Calcolo et Numerische Mathematik, et en tant que membre de la rédaction des comités de nombreuses revues.

## Positions académiques
Il est membre de l'Académie des Lyncéens, de l'Académie européenne des sciences et de l'Istituto Lombardo. Il a été élu en 2002, un membre de l'International Association of Computational Mechanics (IACM) et en 2015, un fellow de la Society for Industrial and Applied Mathematics. Il est un chercheur « hautement cité » de l'Institute for Scientific Information (ISI).

## Postes de direction
Brezzi a été président de l'Union mathématique italienne de 2006 à 2012. Il a été le directeur de l'Istituto di Analisi Numerica du Conseil national de la recherche (CNR), de 1992 à 2002 et de l'Istituto di Matematica Applicata e Tecnologie Informatiche et le directeur du CNR, de 2002 à 2012. Actuellement, il est vice-président de la Société mathématique européenne.

## Récompenses
En 2004 il reçoit la médaille d'or Gauss-Newton de l'International Association for Computational Mechanics (IACM) lors du Congrès mondial de mécanique numérique à Pékin.
En 2006, il a été fait Commendatore al merit de la République italienne. Il a été honoré par la Society for Industrial and Applied Mathematics comme conférencier von Neumann pour l'année 2009,. En 2010, l'Accademia delle Scienze di Torino lui a décerné le Prix Gili Agostinelli pour les applications mathématiques dans la physique ou des sciences naturelles. 
En 2012, il a reçu la médaille Blaise Pascal (de) en mathématiques, pour ses contributions à la théorie des méthodes d'éléments finis,. En 2013, il a reçu le Civica Benemerenza di San Siro, avec une médaille d'or de la ville de Pavie. En 2014, à Barcelone, il a reçu le Leonhard Euler Médaille de la Communauté Européenne sur les Méthodes de Calcul dans les Sciences Appliquées (ECCOMAS).
En 2006, il a été conférencier invité au congrès international des mathématiciens en 1986, à Berkeley. En 2014 il donne une conférence plénière au congrès de Séoul intitulée The great beauty of VEMs.